# Gary Havelock

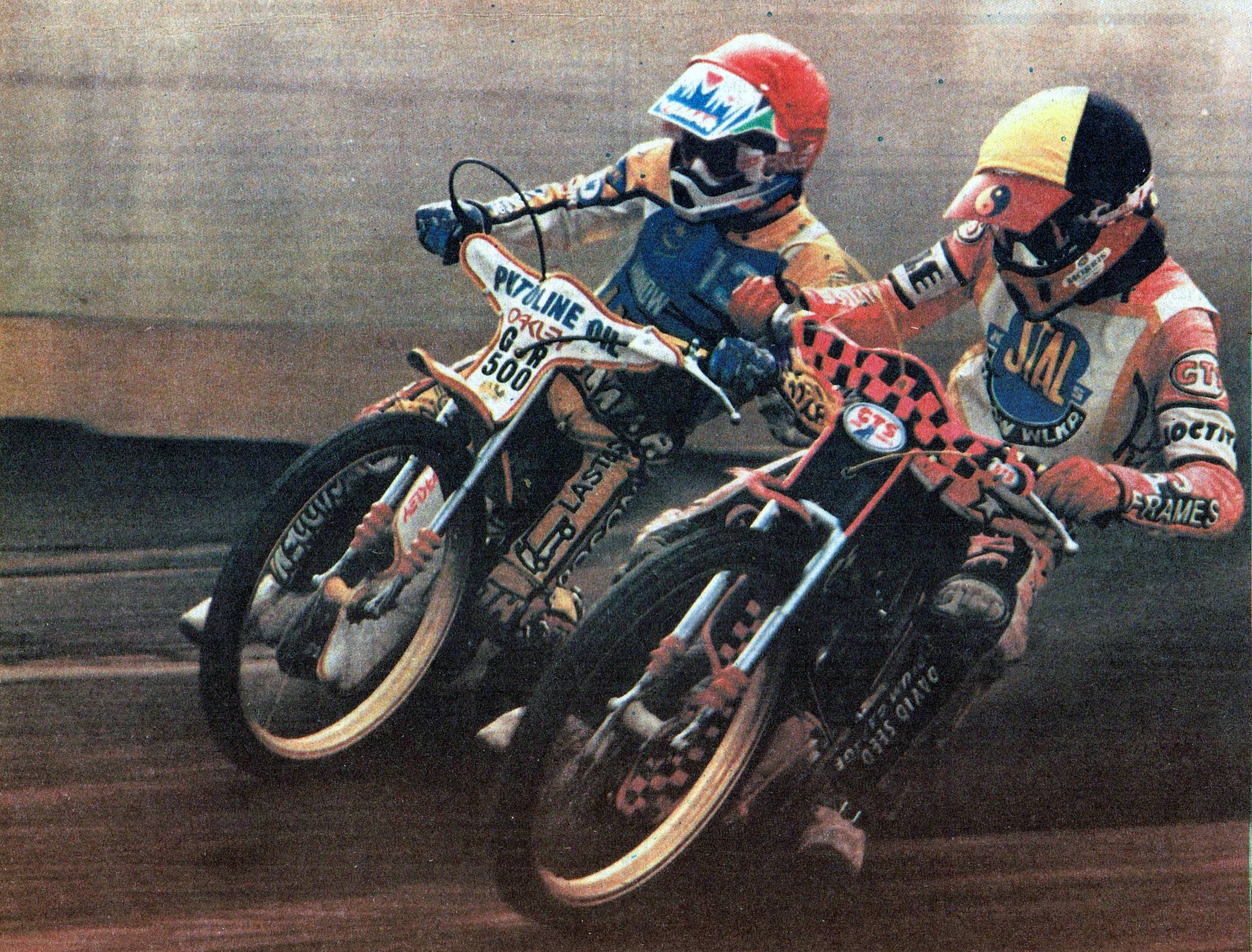
Speedwayförarna Gert Handberg och till höger Gary Havelock, under polska ligan 1993.

Gary Havelock, född 1968, är en brittisk speedwayförare.
Han blev världsmästare 1992 vid VM-finalen i Polen.